# Zeuxidia luxerii
Zeuxidia luxerii is een vlinder uit de familie Nymphalidae. De wetenschappelijke naam van de soort is voor het eerst geldig gepubliceerd in 1820 door Jacob Hübner.